# 桂北大步甲
桂北大步甲（学名：Carabus guibeicus）也称桂北布甲，一种分布于中华人民共和国广西地区的鞘翅目昆虫，隶属于步行虫科大步甲属（步甲属、步行虫属）切鞘亚属（Apotomopterus）。

## 形态特征
成虫体长38.6～39.7毫米。通体绿色或褐色带金属光泽。鞘翅末端的切鞘不明显。